# Бегум, Шад

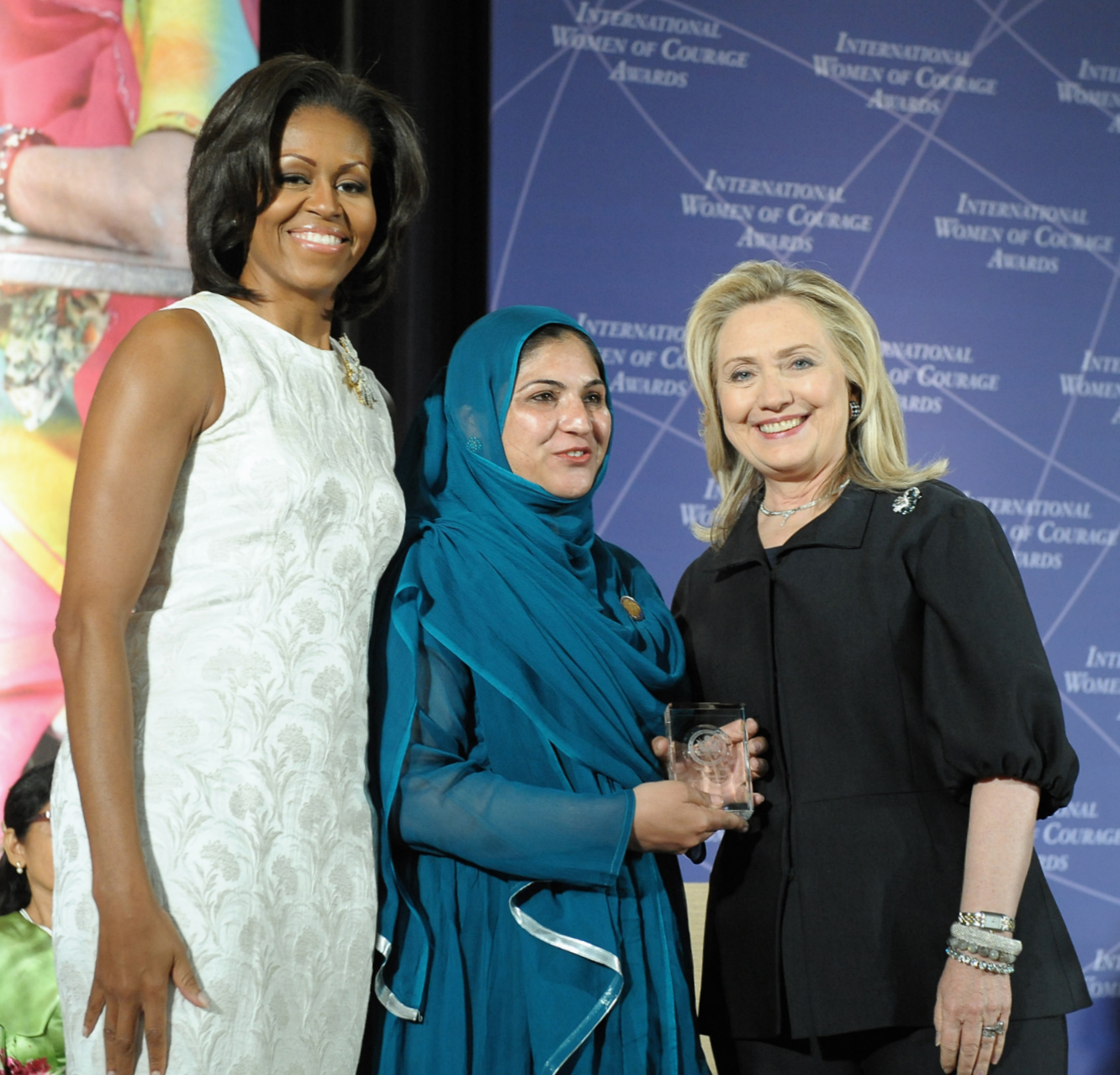
Шад Бегум (в центре) с Мишель Обамой (слева) и Хиллари Клинтон (справа) на церемонии вручения премии International Women of Courage Awards 2012.

Шад Бегум (род. 20 января 1979, Нижний Дир, Северо-Западная пограничная провинция) — социальный работник из Нижнего Дира, Пакистан. Она родом из религиозной семьи среднего достатка, первая женщина с университетским образованием в своей семье. С её слов, она всегда получала поддержку отца, братьев и мужа в своей социальной работе.

## Ассоциация трансформации поведения и знаний
Шад основала Ассоциацию трансформации поведения и знаний (Association for Behaviour and Knowledge Transformation, ABKT) для развития женщин в своём районе в 1994 году. Первоначально ABKT называлась Anjuman Behbood-i-Khawateen Talash. Организация столкнулась со многими проблемами и трудностями в мужском консервативном обществе района. После появления в районе талибов и угроз боевиков Шад переместила офис в Пешавар. Ассоциация участвовала в проектах развития женского образования, повышения политической осведомленности и улучшения здоровья в этом районе. Кроме того, ассоциация реализовала такие проекты, как строительство подвесных мостов, установка ручных насосов, бурение колодцев, мощение улиц, предоставление небольших кредитов местным торговцам и укрепление потенциала женщин на низовом уровне. ABKT получает финансирование от пакистанских и международных агентств.
Первая леди США Мишель Обама и госсекретарь Хиллари Клинтон наградили её Международной женской премией за отвагу в 2012 году. Район, откуда она родом, очень консервативен, и там очень мало работающих женщин. Шад просила некоторых репортёров не распространять новость о награждении из соображений безопасности.